# ۱۰۶۴ (قمری)
۱۰۶۴ (قمری)، هزار و شصت و چهارمین سال در گاهشماری هجری قمری است. اول محرم این سال برابر با بیست و دوم نوامبر سال ۱۶۵۳ میلادی است.

## وابسته
- فرهنگ رشیدی
- سعدیان